# LaMelo Ball
LaMelo LaFrance Ball (Anaheim, 22 agosto 2001) è un cestista statunitense, professionista in NBA nei Charlotte Hornets. Prototipo del playmaker moderno, che riesce ad abbinare qualità di gestione del pallone a stazza e atletismo.

## Biografia

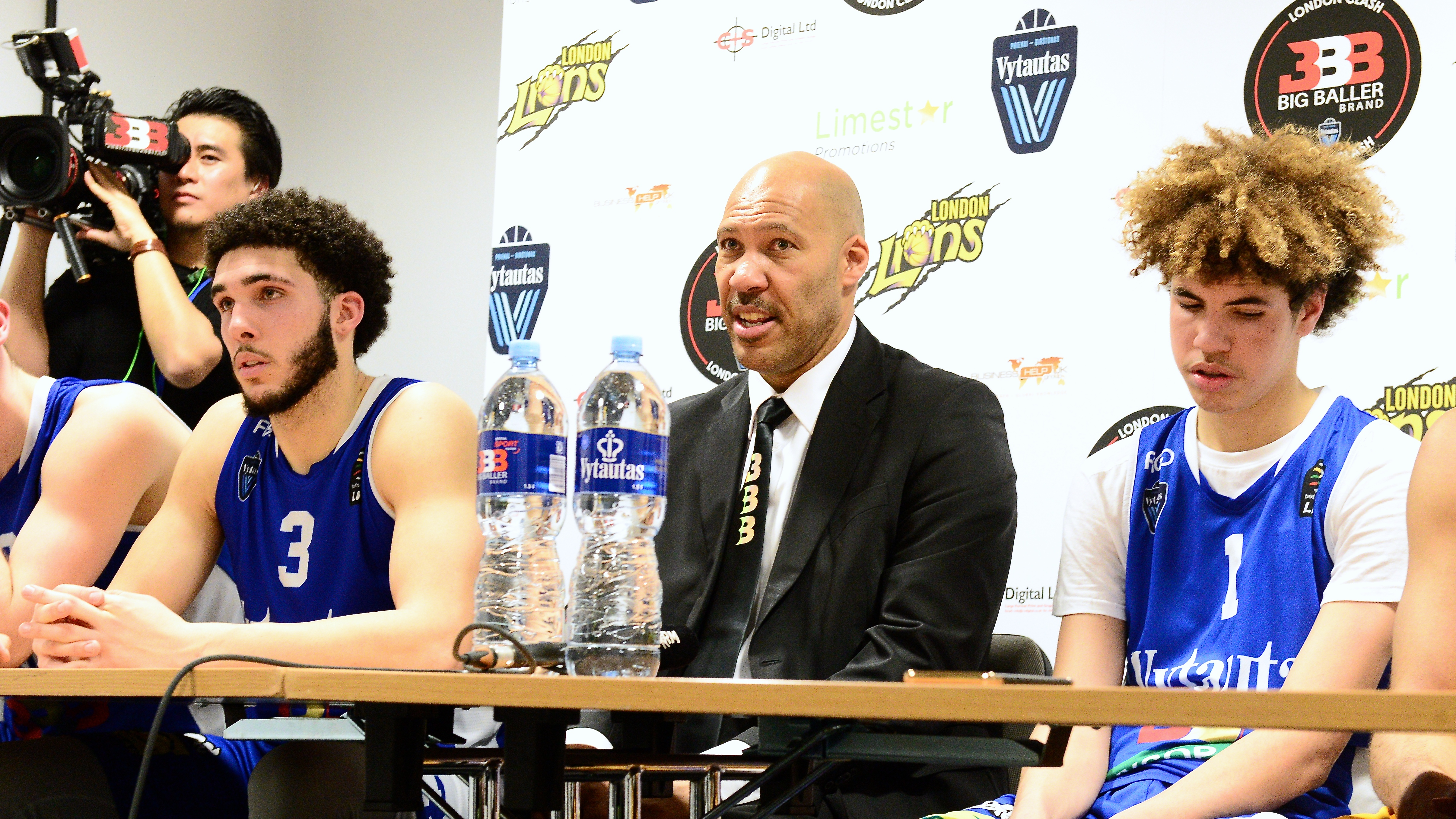
LiAngelo, LaVar e LaMelo dopo una partita con il Krepšinio klubas Prienai

LaMelo Ball è figlio di LaVar e Tina Ball, entrambi ex giocatori di basket a livello universitario. LaVar, così come Tina, ha infatti giocato per la Washington State University e per la California State University, Los Angeles. LaVar ha anche giocato a football americano come professionista con i London Monarchs, squadra militante nella World League of American Football e associata ai New York Jets.
Ha due fratelli a loro volta cestisti, Lonzo, giocatore dei Cleveland Cavaliers, e LiAngelo Ball.

## Inizi e high school
LaMelo ha iniziato a giocare a basket all'età di quattro anni insieme ai fratelli Lonzo e LiAngelo. Una volta cresciuto, il trio ha giocato in varie squadre allenate dal padre. Durante l'infanzia LaMelo ha giocato principalmente contro avversari più grandi di lui e nel 2013, l'età di 12 anni, ha messo a segno durante la Summer League della sua high school 29 punti contro avversari di 16 e 17 anni. La sezione dedicata agli sport liceale di USA Today ha comparato l'abilità di LaMelo nel dominare il gioco anche contro avversari più grandi a quella di LeBron James.
Nel giugno del 2015 si iscrive alla Chino Hills High School in California sotto la guida del coach Steve Baik. Nel team erano inoltre già presenti i fratelli Lonzo e LiAngelo e il cugino Andre. Il 16 giugno 2015, nella sua gara di debutto, mette a segno 27 punti contro la John Muir High School. Nel marzo del 2016 la sua squadra vince la CIF Southern Section Open Division, battendo la Sierra Canyon School grazie anche ai 26 punti messi a referto da LaMelo. Nello stesso mese la squadra si classifica come testa di serie per la fase finale del campionato statale. Il 27 marzo il team vince il torneo statale dopo la vittoria contro la De La Salle High School. LaMelo chiude il suo primo anno con una media di 16.4 punti e 3.8 assist, vincendo il premio Max Preps National Freshman of the Year (assegnato al miglior giocatore liceale al primo anno) insieme al compagno Onyeka Okongwu.
Nel suo secondo anno, dopo la partenza del fratello Lonzo, iscrittosi alla UCLA University, LaMelo diventa il leader indiscusso della squadra. Il 30 novembre 2016 segna 31 punti contro la Rancho Christian High School, mentre il fratello LiAngelo ne mette a referto ben 72. Il 5 febbraio 2017 LaMelo viene sconfitto per la prima volta nella sua carriera liceale dalla Oak Hill Academy, fermando a 60 la striscia di vittorie consecutive della Chino Hills High School. Nella gara successiva LaMelo mette a segno 92 punti nella vittoria per 146 a 123 contro la Los Osos High School, mentre il fratello LiAngelo era fermo a causa di un infortunio alla caviglia. Nonostante il numero di punti messi a segno, la prestazione di LaMelo viene ampiamente criticata, a causa dell'elevato numero di tiri da metà campo tentati e dei mancati rientri in difesa.
Il 2 ottobre 2017 lascia Chino Hills, con l'intenzione di venir cresciuto dal padre, contrariato per la nomina di Dennis Latimore come allenatore della squadra.

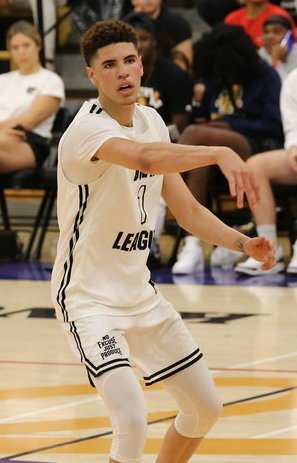
LaMelo Ball allo Spire Institute nel 2019

Nell'ottobre del 2018, dopo l'esperienza professionale in Lituania, torna a giocare all'high school, allo Spire Institute di Geneva, Ohio. Debutta il 10 novembre, realizzando una doppia doppia da 20 punti, 13 assist e 5 rimbalzi. Ball trascina la squadra fino alla finale, e viene nominato MVP della stagione. A causa della precedente esperienza professionale viene dichiarato ineleggibile per il McDonald's All-American Game.

## Carriera professionistica

### Vytautas Prienai (2018)
L'11 dicembre 2017, insieme al fratello LiAngelo, firma un contratto con la squadra lituana del Vytautas Prienai, diventando il più giovane americano di sempre a firmare un contratto da cestista professionista. Il 4 gennaio 2018 atterra all'aeroporto di Vilnius con il fratello LiAngelo e il giorno seguente partecipa al suo primo allenamento con la nuova squadra e alla conferenza stampa della sua presentazione, durante la quale dichiara il suo entusiasmo per l'inizio della nuova avventura in Europa. Il 9 gennaio esordisce con la propria squadra durante la Big Baller Challenge, competizione creata e voluta dal padre LaVar, mettendo a referto 10 punti, 9 assist e 2 rimbalzi. In seguito, realizza una tripla doppia segnando 40 punti, e aiuta la squadra a vincere il torneo. Esordisce anche nella LKL, campionato lituano, ma senza riuscire a portare a casa dei punti.
Il 25 aprile il padre LaVar decide di risolvere il contratto dei figli citando come motivazioni principali la mancanza di spazio per LaMelo e incomprensioni con l'allenatore della squadra. Ball termina il campionato con le medie di 6,5 punti e 2,4 assist, con il 26,8% dal campo in 12 minuti di utilizzo a partita.

### Los Angeles Ballers (2018)
Il 12 giugno 2018 firma il contratto con i Los Angeles Ballers, squadra della Junior Basketball Association creata proprio dal padre LaVar, rendendolo il giocatore principale della lega. Trascina, insieme al fratello LiAngelo, i Los Angeles Ballers al primo titolo della competizione, vinto in finale contro i Seattle Ballers. Chiude la stagione con una tripla doppia da 39,6 punti, 14,6 rimbalzi e 11,5 assist di media a partita, venendo convocato per l'All Star Game.

### Illawara Hawks (2019-2020)

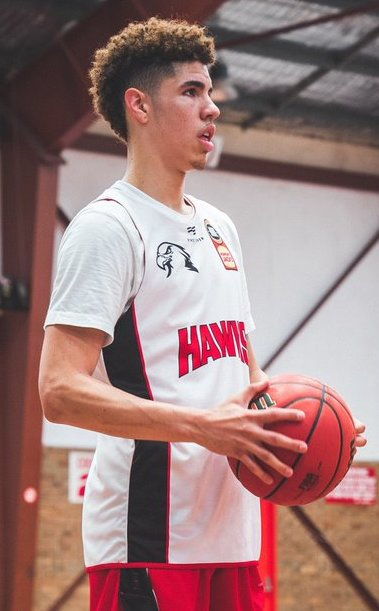
Ball con gli Illawarra Hawks nel 2019

Prosegue la sua carriera nel campionato professionistico australiano, firmando un contratto di due anni con gli Illawarra Hawks all'interno del programma NBL Next Stars, volto a sviluppare talenti per la NBA. Ball conduce un'ottima stagione, che lo vede eletto miglior rookie della lega (battendo di 5 voti Kouat Noi), terminando con 17 punti, 7,4 rimbalzi e 6,8 assist di media in 12 partite di campionato. Al termine della stagione, chiusa anticipatamente a causa di un infortunio al piede occorso in allenamento, si rende eleggibile per il Draft NBA 2020.

## NBA

### Charlotte Hornets (2020-)

#### L'avvio, la frattura al polso e il premio di rookie dell'anno (2020-2021)
Viene selezionato il 18 novembre 2020 nel Draft NBA 2020 dagli Charlotte Hornets con la terza scelta assoluta. Lonzo (2° scelta assoluta nel 2017) e LaMelo diventano dunque la prima e unica coppia di fratelli a venire selezionati entrambi nella top 3 del Draft NBA. Il 9 gennaio 2021, all'età di 19 anni e 140 giorni, diventa il più giovane giocatore di sempre a realizzare una tripla doppia, superando il precedente record di Markelle Fultz. Viste le ottime prestazioni, Ball viene nominato Rookie del mese dell'Eastern Conference per i mesi di dicembre e gennaio, tenendo le medie di 12,2 punti, 5,9 rimbalzi e 6,2 assist nelle sue prime 21 partite. Il 1 febbraio gioca la prima partita da titolare, chiudendo con 14 punti, 5 rimbalzi e 7 assist nella vittoria contro Miami. Nella sconfitta contro gli Utah Jazz del 6 febbraio 2021 segna il suo massimo in carriera di 34 punti totali. Impiegato stabilmente da titolare, viene nominato nuovamente Rookie del mese dopo aver tenuto le medie di 20,1 punti, 6,2 rimbalzi e 6,7 assist, venendo anche convocato per il suo primo Rising Stars Challenge, non giocatosi a causa della pandemia da COVID-19. Il 20 marzo subisce, nella sconfitta contro i Los Angeles Clippers, la frattura del polso destro. Nonostante le previsioni iniziali parlassero di stagione finita, la frattura si rimargina completamente, consentendo il ritorno in campo di Ball. A fine anno conquista il NBA Rookie of the Year Award.
All'inizio della stagione 2021-22 ha pareggiato il suo career-high di triple segnate (7), mettendo a segno 31 punti, 9 rimbalzi e 7 assist nella vittoria per 123-122 contro gli Indiana Pacers.
Nel febbraio del 2022 è stato convocato al suo primo NBA All-Star Weekend 2022 come sostituto al capitano Kevin Durant.

## Caratteristiche tecniche
Lamelo è un giocatore giovane e versatile; è dotato di altezza (200 cm) uno dei più alti playmaker della lega, velocità che gli permette di andare a conclusione anche da vicino ottenendo spesso falli e creando pericolo sia con la mano sinistra che con la destra, un'abilità di palleggio elevata tra le migliori della lega NBA, un tiro particolare e molto pericoloso che crea difficoltà nel tiro libero, dalla media e da tre punti. Inoltre un passatore di palla incredibile (8,4 AP) che riesce a trovare il compagno in qualsiasi modo con un passaggio semplice o più spettacolari e difficili; questo lo rende un giocatore molto creativo e una futura star NBA.
In fase offensiva si rende pericoloso in vari ambiti, tuttavia pecca nella fase difensiva dove molto spesso viene battuto in transizione da giocatori più piccoli ed esplosivi.
Nonostante ciò grazie alla sua altezza riesce ad essere comunque un difensore discreto.

## Statistiche

### NBA

#### Regular Season
| Anno      | Squadra           | PG  | PT  | MP   | TC%  | 3P%  | TL%  | RP  | AP  | PRP | SP  | PP   |
| --------- | ----------------- | --- | --- | ---- | ---- | ---- | ---- | --- | --- | --- | --- | ---- |
| 2020-2021 | Charlotte Hornets | 51  | 31  | 28,8 | 43,6 | 35,2 | 75,8 | 5,9 | 6,1 | 1,6 | 0,4 | 15,7 |
| 2021-2022 | Charlotte Hornets | 75  | 75  | 32,3 | 42,9 | 38,9 | 87,2 | 6,7 | 7,6 | 1,6 | 0,4 | 20,1 |
| 2022-2023 | Charlotte Hornets | 36  | 36  | 35,2 | 41,1 | 37,6 | 83,6 | 6,4 | 8,4 | 1,3 | 0,3 | 23,3 |
| 2023-2024 | Charlotte Hornets | 22  | 22  | 32,3 | 43,3 | 35,5 | 86,5 | 5,1 | 8,0 | 1,8 | 0,2 | 23,9 |
| 2024-2025 | Charlotte Hornets | 47  | 47  | 32,0 | 40,5 | 33,9 | 84,3 | 4,9 | 7,4 | 1,1 | 0,3 | 25,2 |
| Carriera  | Carriera          | 231 | 211 | 31,9 | 42,1 | 36,5 | 83,7 | 6,0 | 7,4 | 1,5 | 0,3 | 21,0 |
| All-Star  | All-Star          | 1   | 0   | 22,4 | 63,6 | 50,0 | -    | 3,0 | 3,0 | 3,0 | 0,0 | 18,0 |

#### Massimi in carriera
- Massimo di punti: 50 vs Milwaukee Bucks (24 novembre 2024)
- Massimo di rimbalzi: 17 vs New York Knicks (12 novembre 2021)
- Massimo di assist: 15 (2 volte)
- Massimo di palle rubate: 5 (3 volte)
- Massimo di stoppate: 3 vs Milwaukee Bucks (31 gennaio 2023)
- Massimo di minuti giocati: 44 vs Toronto Raptors (7 febbraio 2022)

## Palmarès

### Squadra
- Junior Basketball Association: 1

Los Angeles Ballers: 2018
Charlotte Hornets: 2022

### Individuale

#### High school
- MaxPreps Freshman of the Year (2016)
- MaxPreps Freshman All-American First Team (2016)
- MaxPreps Sophomore All-American First Team (2017)
- Grind Session MVP (2019)

#### JBL
- JBA All-Star (2018)

#### NBL
- NBL Rookie of the Year (2020)

#### NBA
- NBA Rookie of the Year Award (2021)
- NBA All-Rookie First Team (2021)
- Convocazioni al Rising Stars Challenge: 1

2021
- ESPY Best Breakthrough Athlete (2021)
- Convocazione all'All-Star Game: 1 (2022)

## Record

### NBA
- Secondo giocatore più giovane di sempre a realizzare una tripla doppia nella storia della NBA.[37]